# OTP Bank (Russland)
Die OTP Bank (russisch ОТП Банк) ist ein russisches Kreditinstitut mit Hauptsitz in Moskau. Das Unternehmen wurde 1994 unter dem Namen "Sberbank Germes" (russisch Сбербанк Гермес) in Moskau gegründet und war damals Teil der Sberbank. Später wurde sie in eine Aktiengesellschaft unter dem Namen Investsberbank umgewandelt. 2006 wurde sie von OTP Bank gekauft. Laut der russischen Zeitschrift „Profil“ (russisch Профиль) gehört das Kreditinstitut zu den 50  größten Banken Russlands.